# Удалая, Раиса Силантьевна
Раиса Силантьевна Удалая (1931 — 2020) — советский работник промышленности, сборщица-клепальщица Новосибирского производственного объединения им. Чкалова, Герой Социалистического Труда.

## Биография
Родилась 16 августа 1931 года в селе Осиновка Чулымского района Новосибирской области в крестьянской семье.
Окончила 7 классов школы. С 1949 года работала в колхозе «Рассвет» Новосибирского района. В 1951 году окончила технические курсы.
С 1951 года и до выхода на пенсию — 38 лет — проработала клепальщицей на Новосибирском авиационном заводе имени В. П. Чкалова. В 1989—1997 годах работала распределителем работ на этом же заводе.
В 1974 году была принята в ряды КПСС, была членом бюро городского комитета партии.
Избиралась делегатом на VII съезд профсоюзов, XXVI, XXVII и XXVIII съездов КПСС. Член Центральной ревизионной комиссии КПСС (1981—1986), член ЦК КПСС (1986—1990).
До последнего дня жизни Раиса Силантьевна проживала в Новосибирске. Находясь на пенсии, принимала активное участие в работе ветеранских организаций города.
Похоронена на Заельцовском кладбище (квартал 48Н).

## Награды и звания
- В 1971 году за успешное выполнение пятилетнего плана награждена орденом Ленина.
- Указом Президиума Верховного Совета СССР от 7 июля 1976 года за выдающиеся заслуги в создании новой авиационной техники сборщица-клепальщица Новосибирского производственного объединения им. Чкалова Раиса Силантьевна Удалая удостоена звания Героя Социалистического Труда.
- Награждена медалями, среди которых юбилейная медаль «За доблестный труд. В ознаменование 100-летия со дня рождения Владимира Ильича Ленина» и памятная медаль «В ознаменование 130-летия со дня рождения И. В. Сталина».[2]
- В 2000 году удостоена почётного звания «Гражданин XX века Новосибирской области».[1]